# Tommy Hottovy
Tommy Hottovy (né le 9 juillet 1981 à Kansas City, Missouri, États-Unis) est un ancien lanceur de relève gaucher des Ligues majeures de baseball.

## Carrière
Joueur à l'université Wichita State à Wichita au Kansas, Tommy Hottovy est drafté en quatrième ronde par les Red Sox de Boston en 2004.
Après de nombreuses saisons en ligues mineures, il fait ses débuts dans les majeures à l'âge de 29 ans le 3 juin 2011 alors que Boston l'envoie au monticule comme releveur contre les Athletics d'Oakland. Hottovy lance 4 manches 8 matchs en relève pour les Sox.
En 2012, il rejoint les Royals de Kansas City pour 9 matchs. En neuf manches et un tiers lancées, sa moyenne de points mérités se chiffre à 2,89.
Le 8 novembre 2012, les Royals l'échangent aux Rangers du Texas.